# Elig
Elig war ein spanischer Motorradhersteller mit Sitz in Elche, Provinz Alicante.

## Geschichte
Gegründet wurde Elig von Francisco Candela Mas, der bereits seit Februar 1942 in Elche eine Werkstatt zur Fertigung und Reparatur von Maschinen für die Schuhindustrie besaß. Francisco Candelas Hobby waren Motorräder. Nach einigen erfolgreichen Teilnahmen an lokalen Rennwettbewerben machte er sein Hobby zum Beruf.
In der Calle del Marqués de Asprillas 39 an der Ecke zur Calle de Vicente Blasco Ibáñez eröffnete er 1953 seine Motorradwerkstatt unter der Marke „Elig“. „Elig“ war ab Mitte des 15. Jahrhunderts die offizielle Schreibweise für die Stadt Elche. Bis 1932 gab es Kontroversen, ob neben der 1707 geltenden kastellanischen Bezeichnung die valencianische Schreibweise Elx oder Elig als offizielle Variante genommen werden solle.
Im Juni 1953 begann Candela mit der Produktion einer kleinen Serie von 38-cm³-Zweitakt-Motorfahrrädern des Typs Mosquito. Am 25. April wurde sein erstes Modell 125-19 mit einem 122-cm³-Motor (10-M) von Hispano Villiers fertig. Hinzu kam später das Modell 197-19 mit einem 197-cm³-Motor (6-M), ebenfalls von Hispano Villiers. Das etwas größere 197er-Modell hatte einen 15-Liter-Tank, während das 125er-Modell einen 10-Liter-Tank hatte. Die 19″-Räder der 197er waren etwas breiter als die der 125er. Beide Modelle hatten 200 kg Zuladung, wobei das 125er-Modell mit 80 kg Eigengewicht 15 kg leichter war. Die Reichweite wurde für beide Modelle mit ca. 195 km angegeben. Ab August 1955 kam eine neue Vorderradgabel und eine Hinterradschwinge zum Einsatz. 1957 stellte Francisco Candela einen Antrag auf Genehmigung der Fabrikation von Chassis sogenannter „Motocarros“, also Rahmen für motorisierte Lastendreiräder. Zu dieser Zeit betrug das Kapital des Unternehmens 650.000 ₧. Zuletzt führte Miguel Candela, der Sohn des Gründers, das Geschäft bis zur Schließung im Jahr 1966. Insgesamt wurden 652 Elig-Motorräder hergestellt.
Eine Elig 125 der ersten Serie aus dem Jahr 1954 ist im Museo Vehículos Históricos Valle de Guadalest in Guadalest ausgestellt. Der ebenfalls in Elche produzierende Diego Mendiola baute 1960 unter Lizenz von Elig 29 und 1961 weitere 18 Motorräder unter seiner Marke Diemen.